# Раянци (Струмишко)
 Тази статия е за селото в Струмишко, Северна Македония.  За селото в Пернишко, България, вижте Раянци.  
Раянци или Раенци (изписване до 1945 година: Раѣнци, на македонска литературна норма: Рајанци, Раенци) е бивше село в Северна Македония, разположено на територията на община Василево.

## География
Селото е било разположено в южното подножие на Готен, на десния бряг на Нивичанската река, днес язовира Турия.

## История
В края на XIX век Раянци е българско село в Струмишката кааза на Османската империя. В „Етнография на вилаетите Адрианопол, Монастир и Салоника“, издадена в Константинопол в 1878 година и отразяваща статистиката на населението от 1873 година, Баянци (Bayantzi) е посочено като село с 30 домакинства, като жителите му са 105 българи. Според статистиката на Васил Кънчов („Македония. Етнография и статистика“) от 1900 година Раенци е населявано от 160 души, всички българи християни.
В началото на XX век цялото християнско население на Раенци е под върховенството на Българската екзархия. По данни на секретаря на екзархията Димитър Мишев („La Macédoine et sa Population Chrétienne“) през 1905 година в Раянци (Rayantzi) има 96 българи екзархисти.
При избухването на Балканската война през 1912 година двама души от Раянци са доброволци в Македоно-одринското опълчение.
През 1913 година почти всички семейства от селото се изселват в Царство България, с изключение на три семейства.

## Личности
Родени в Раянци
- Георги Донев (о. 1881 – ?), македоно-одрински опълченец, чета на Дончо Златков, ранен при Кресна[6][7]
- Георги Иванов, македоно-одрински опълченец, чета на Михаил Думбалаков, носител на орден „За храброст“ IV степен[8]